# ایمان مطلق
ایمان مطلق (انگلیسی: Iman Mutlaq) کارآفرین اهل اردن است، که در سال ۲۰۰۴ گروه سرمایه‌گذاری سیگما را تأسیس کرد. وی همچنین موسس و مدیر بروکر اینگات است. اینگات یک بروکر فارکس بین المللی دارای دفاتری در استرالیا، اردن، دبی و چندین کشور دیگر است.